# ائوجنیو برتینی

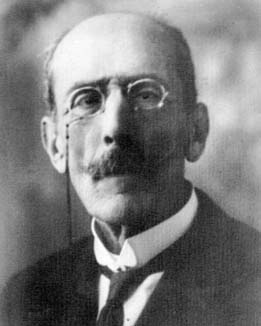
ائوجنیو برتینی

اِئوجنیو برتینی (به ایتالیایی: Eugenio Bertini) (زاده ۸ نوامبر ۱۸۴۶ در فورلی –  درگذشته ۲۴ فوریه ۱۹۳۳ در پیزا) ریاضیدان اهل ایتالیا بود.

## زندگی و کارنامه
برتینی نخست با آهنگ مهندس شدن در دانشگاه بولونیا آغاز به تحصیل کرد ولی سپس زیر تاثیر لوییجی کرمونا به ریاضیات دلبسته شد. در ۱۸۶۶ در رکاب گاریبالدی برای استقلال ایتالیا جنگید و سپس در دانشگاه پیزا تحت سرپرستی کرمونا دانش آموخته شد. چون کرمونا به دانشگاه میلان رفت، برتینی را نیز به همراه خود برد و برتینی با هدایت او در دانشگاه میلان درجه دکتری ریاضیات را دریافت کرد. پس از آنکه چند سالی معلمی دبیرستان کرد در پیزا به درجه استادی هندسه رسید و سپس از ۱۸۸۰ تا ۱۸۹۲ به پاویا رفت و پس از ان دوباره به پیزا برگشت و در سال ۱۹۲۲ بازنشسته شد. فدریگو انریکوئس یکچند دستیار برتینی در پیزا بود.
در زمینه هندسه، برتینی کارهای استادش کرمونا را پیش برد و نظریه ناورداهای تبدیلهای کرمونا را مورد پژوهش قرار داد و نتایج آنرا در حل تکینگیهای خم های جبری به کار برد.